# Аргал
Аргал (дав.-гр. Ἄργαλος)— персонаж давньогрецької міфології, лідер греків у Спарті з епохи легенд.

## Міфологія
Згідно з Павсанієм і Диктісом Критським, Аргал був старшим сином і спадкоємцем царя Спарти Амікла, можливо від його дружини Діомеди, дочки Лапіта. Через таке походження він вважався братом царя Кінорта (його наступника), Гіакінта, Полібеї, Лаодамії (або Леаніри), Гарпала, Гегесандра, та в інших версіях Дафни. Аргал також вважався батьком царя Ойбала. У 1320 році до нашої ери він заснував Акрію.